# Oljeitu
Oljeitu (1280 – Soltaniyeh, 16 dicembre 1316) è stato l'ottavo Īlkhān a Tabriz dal 1304 al 1316. Il suo nome "Ölziit" significa "benedetto" in lingua mongola.
Oljeitu (in persiano اولجایتو‎), Öljeitü, Olcayto o Uljeitu, Öljaitu, Ölziit (mongolo ᠦᠯᠵᠡᠢᠲᠦ ᠺᠬᠠᠨ, ossia Oljeitu Ilkhan, Өлзийт Хаан), noto anche come Muḥammad khodābande (in persiano محمد خدابنده - اولجایتو‎), che significa "uomo di Dio" o "servo di Dio", era figlio dell'Ilkhan Arghun, fratello e successore di Ghazan Khan (5º successore di Gengis Khan), e bisnipote del fondatore dell'Ilkhanato, Hulagu.

## Biografia

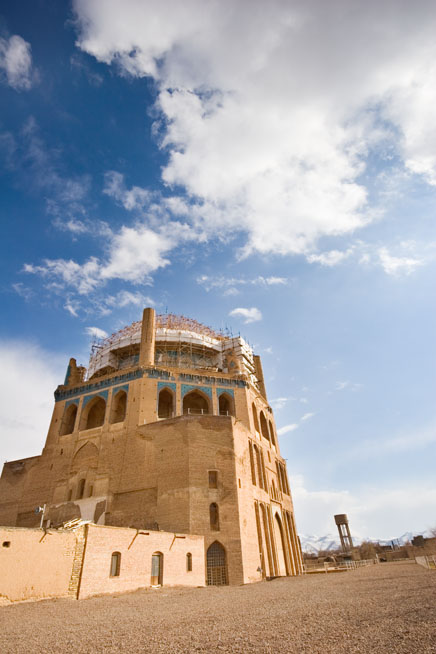
Il mausoleo di Oljeitu a Soltaniyeh.

Oljeitu era figlio della terza moglie di Arghun, la cristiana Uruk Khatun. Oljeitu fu battezzato come cristiano e ricevette il nome di Nicola da papa Nicola IV. Era da principio soprannominato "kharbande" (in persiano "asinaio"), con valenza apotropaica, mutato poi, per evitare irrisioni, in "khodabande" (schiavo di Dio). Nella prima gioventù si convertì al Buddismo e poi all'Islam sunnita, assieme a suo fratello Ghazan Khan. Più tardi abbracciò la variante sciita dell'Islam, dopo essere entrato in contatto con dotti sciiti, malgrado altre fonti indichino che egli si sarebbe convertito all'islam grazie a sua moglie. Cambiò il suo nome proprio nel nome islamico Muḥammad. Alcuni tra i suoi parenti e amici gli dettero il soprannome di Khodabande. Rashīd al-Dīn Hamadānī scrisse che egli assunse il nome Oljeitu per omaggio dell'Imperatore Yuan Oljeitu Temur, salito al trono a Khanbaliq. Tuttavia alcune fonti musulmane affermano che aveva il nome mongolo Oljeitu (che significa "buon auspicio") fin dalla nascita.
Dopo essere succeduto al fratellastro Ghazan, Oljeitu fu fortemente influenzato da teologi sciiti quali al-'Allama al-Hilli e Ibn Maytham al-Bahrani. Nel 1306, Oljeitu fondò la città di Soltaniyeh, e, alla morte di al-Hilli, Oljeitu traslò i resti del suo Maestro da Baghdad nell'edificio a cupola che fece erigere per lui a Soltaniyeh. In seguito, disgustato dalle continue liti tra hanafiti e sciafeiti, Oljeitu cambiò definitivamente il proprio orientamento religioso abbracciando ufficialmente lo sciismo nel 1310, nella convinzione che esso rappresentasse l'Islam più autentico. Si dice che Mirkhond attribuisse a lui l'avvio della pratica di strappare bimbi ebrei e cristiani alle loro famiglie perché fossero educato come musulmani secondo la pratica in auge durante il tardo periodo ottomano, definita Devshirme.
Nel 1309, Öljeitu fondò una Dār al-Siyāda ("Sede della Signoria") a Shiraz (Irane la dotò di un fondo ammontante a 10.000 dīnār annui.
Morì a Soltaniyeh, presso Qazwīn, nel 1316, dopo aver regnato per dodici anni e nove mesi. In seguito, Rashīd al-Dīn Hamadānī fu accusato di averne causato la morte per veleno e fu giustiziato.
A Oljeitu succedette suo figlio Abū Saʿīd. Il suo magnifico mausoleo a Soltaniyeh resta il più noto monumento della Persia ilkhanide.

## Relazioni con l'Europa

### Contatti commerciali
Le relazioni commerciali con le potenze europee furono intense durante il suo regno. I Genovesi erano stati i primi a presentarsi nella sua capitale di Tabriz nel 1280 e qui nominarono un loro Console residente nel 1304. Oljeitu concesse pieni diritti di commercio ai Veneziani con un trattato del 1306 (un altro accordo simile fu firmato dal figlio Abū Saʿīd nel 1320). Secondo Marco Polo, Tabriz era specializzata nella lavorazione di oro e seta, e i mercanti occidentali potevano acquistare pietre preziose in quantità.

### Alleanza militare

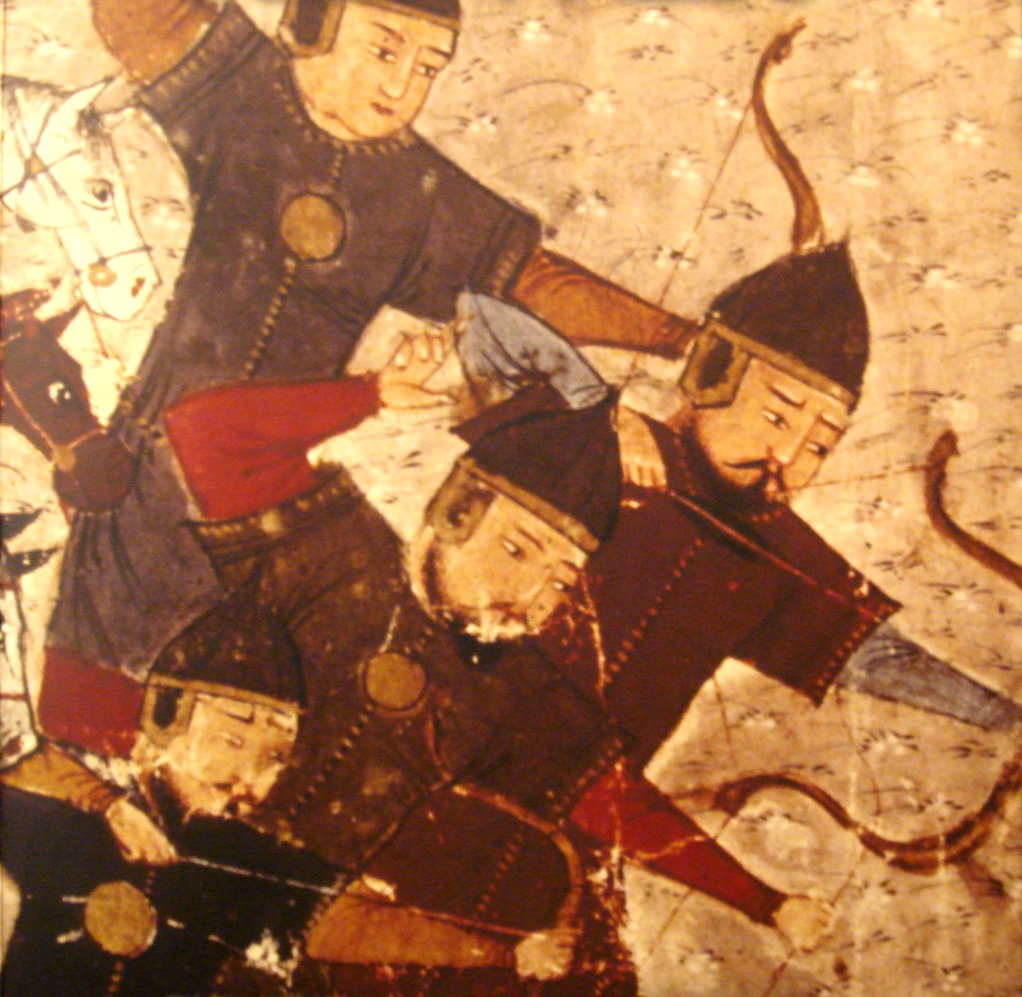
Guerrieri mongoli al tempo di Oljeitu, nel Jāmiʿ al-tawārīkh di Rashid al-Din Hamadani (1305-1306).

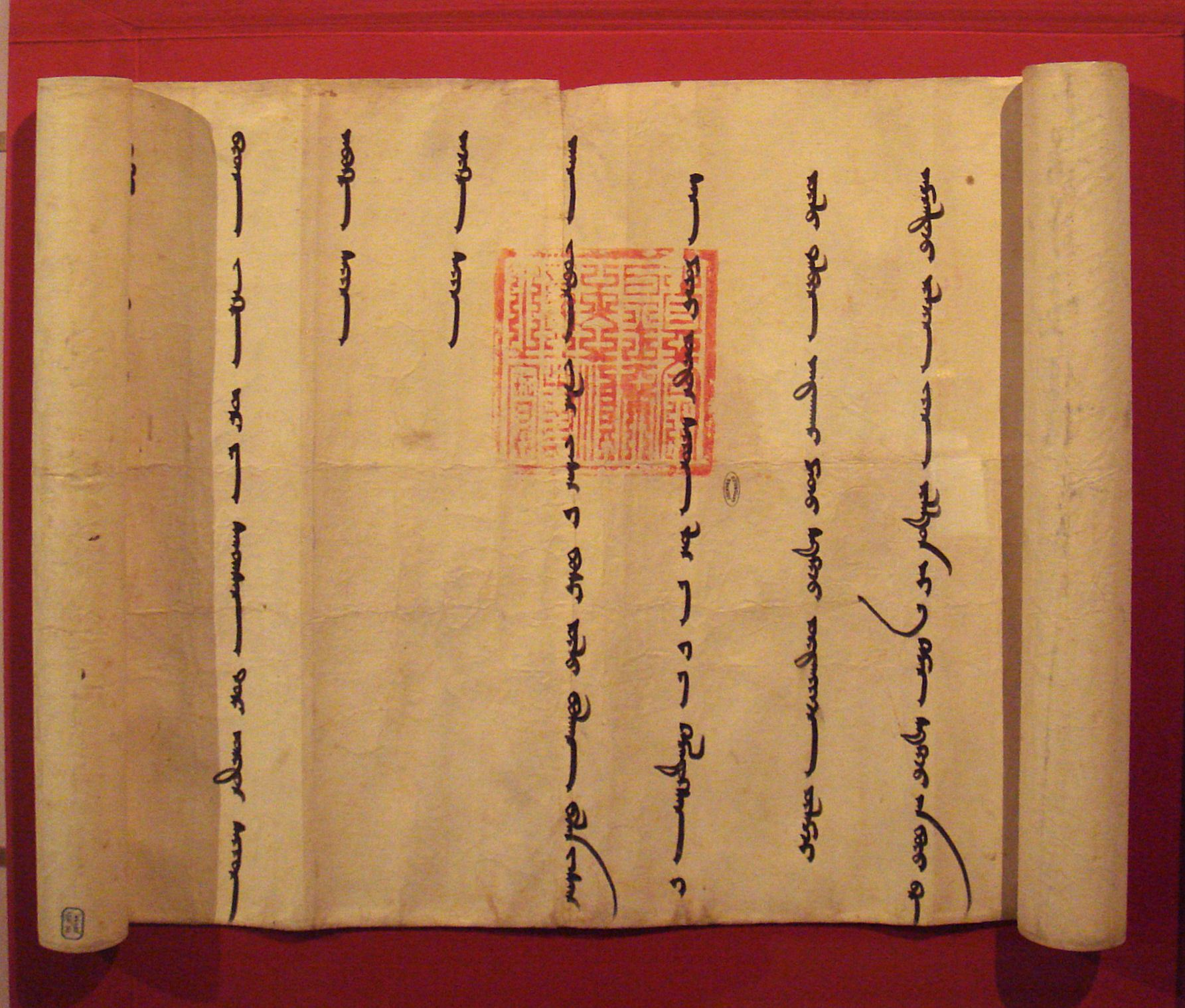
Lettera di Oljeitu a Filippo il Bello (1305) nella classica scrittura mongola, col sigillo del Gran Khan in scrittura quadrata mongola (Dörböljin Bichig). Il rotolo, di grandi dimensioni, misura 302x50 cm.

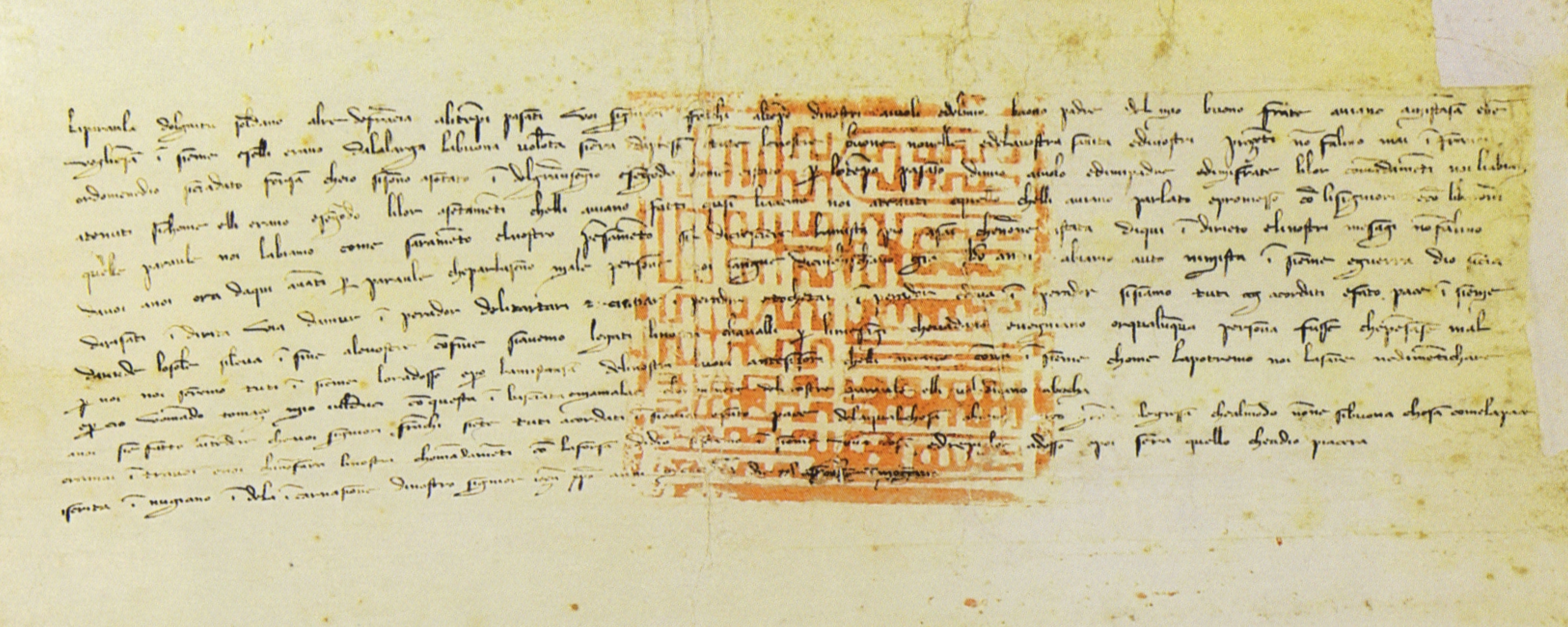
Traduzione della missiva di Oljeitu da parte di Buscarello di Gisolfo, sul retro della lettera (qui visibile).

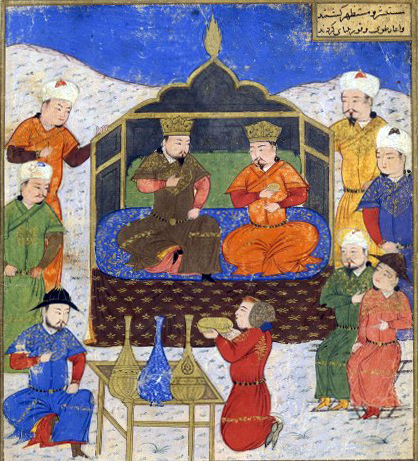
Ghazan e suo fratello Oljeitu.

Sulla medesima direttiva del padre Arghun, Oljeitu proseguì nella sua politica di apertura nei confronti dell'Occidente cristiano europeo, e ridestò le speranze mongole di un'alleanza tra le nazioni cristiane e i Mongoli, in funzione ostile ai Mamelucchi, malgrado Oljeitu stesso si fosse convertito all'Islam.

#### Ambasceria del 1305
Nell'aprile del 1305, inviò un'ambasceria mongola, guidata da Buscarello di Gisolfo, al re di Francia Filippo il Bello, Papa Clemente V ed Edoardo I d'Inghilterra. La lettera a Filippo IV, l'unica che sia giunta fino a noi, descrive le virtù della concordia tra Mongoli e Franchi:
(Estratto della lettera di Oljeitu a Filippo il Bello (Archives Nationales de France).)
Egli spiega anche che i conflitti intestini tra i Mongoli sono stati al momento superati:
(Estratto dalla lettera di Oljeitu a Filippo il Bello. Archivi nazionali francesi.)
Questo messaggio rassicurò le nazioni europee che l'alleanza franco-mongola, o almeno gli sforzi per conseguirla, non erano cessati, anche se gli Ilkhan s'erano convertiti all'Islam.

#### Ambasceria del 1307
Un'ulteriore ambasceria fu inviata in Occidente nel 1307, condotta da Tommaso Ugi di Siena, un Italiano descritto come un ildüchi ("portatore di spada") di Oljeitu. Questa ambasceria incoraggiò papa Clemente V a parlare nel 1307 della forte possibilità che i Mongoli potessero restituite [alla Cristianità] la Terrasanta e dichiarare che l'ambasceria mongola inviata da Oljeitu aveva "riscosso il suo plauso come fosse nutrimento spirituale". I rapporti furono abbastanza calorosi: nel 1307, il Papa nominò Giovanni da Montecorvino primo arcivescovo di Khanbaliq (anche detta Dadu, fu la capitale della Dinastia Yuan fondata da Kublai Khan) e Patriarca dell'Oriente.
Le nazioni europee furono concordi nell'attivarsi per preparare una nuova Crociata, ma persero tempo. Un memorandum siglato dal Gran Maestro degli Ospitalieri, Guillaume de Villaret, circa i piani militari della Crociata immaginavano un'invasione mongola della Siria come preliminare a un intervento cristiano tra il 1307 e il 1308). Un corpo militare di specialisti "franchi" di mangani si sa che accompagnò l'esercito ilkhanide nella conquista di Herat del 1307. I Mongoli assediarono a lungo il castello del Gīlān finché epidemie e carenza di vettovaglie non obbligarono gli abitanti del Gīlān ad arrendersi ai Mongoli e a sottomettersi al loro potere, dando modo a Oljeitu di punire i Kartidi di Herat.

#### Operazione militare del 1308
L'Imperatore bizantino Andronico II Paleologo dette in sposa a Oljeitu una sua figliola e chiese l'aiuto dell'Ilkhan contro la crescente potenza degli Ottomani. Nel 1305, Oljeitu promise al suocero 40.000 uomini e nel 1308 inviò 30.000 guerrieri a recuperare numerose città bizantine in Bitinia e l'esercito ilkhanide sbaragliò un distaccamento del Sultano ottomano Osman I.

#### Ambasceria del 1313
Il 4 aprile 1312, una Crociata fu proclamata da papa Clemente V al Concilio di Vienne. Un'altra ambasceria fu inviata da Oljeitu in Occidente e a Edoardo II d'Inghilterra nel 1313.
Quello stesso anno, il re francese Filippo il Bello "vestì la croce", facendo voto di andare in una Crociata in Levante, rispondendo così all'invito di Clemente V per una Crociata, pur messo in guardia da Enguerrand de Marigny. Morì tuttavia poco dopo in un incidente di caccia.
Infine Oljeitu lanciò un'ultima campagna militare contro i Mamelucchi (1312–13), senza cogliere però un significativo successo, sebbene qualche fonte affermi che egli abbia conquistato per un breve periodo Damasco.
Più tardi il figlio di Oljeitu, Abū Saʿīd, firmò il Trattato di Aleppo coi Mamelucchi nel 1322.